# Faucaria tuberculosa
Faucaria tuberculosa är en isörtsväxtart som först beskrevs av Robert Allen Rolfe, och fick sitt nu gällande namn av Schwant. Faucaria tuberculosa ingår i släktet Faucaria och familjen isörtsväxter. Inga underarter finns listade i Catalogue of Life.

## Bildgalleri

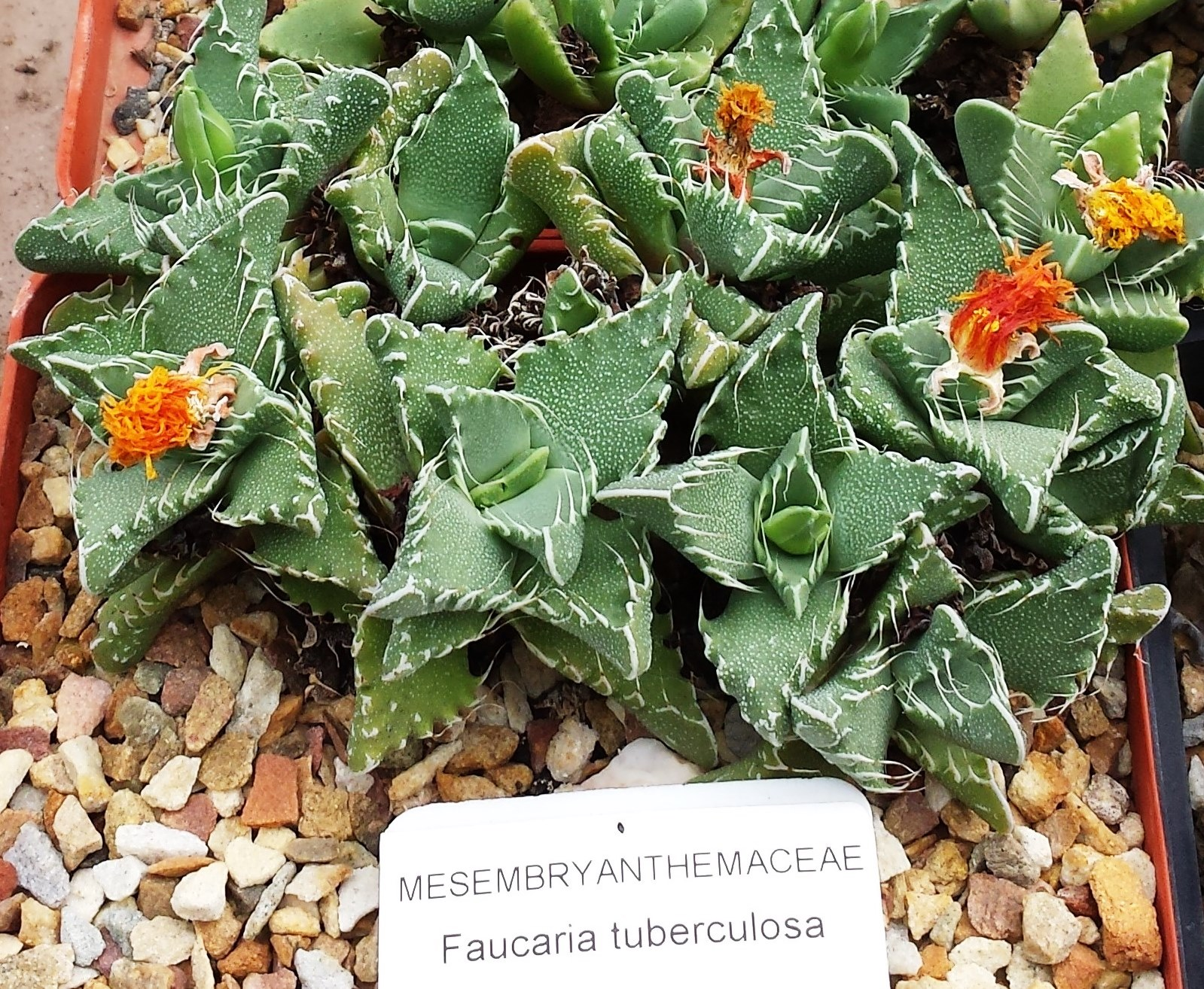
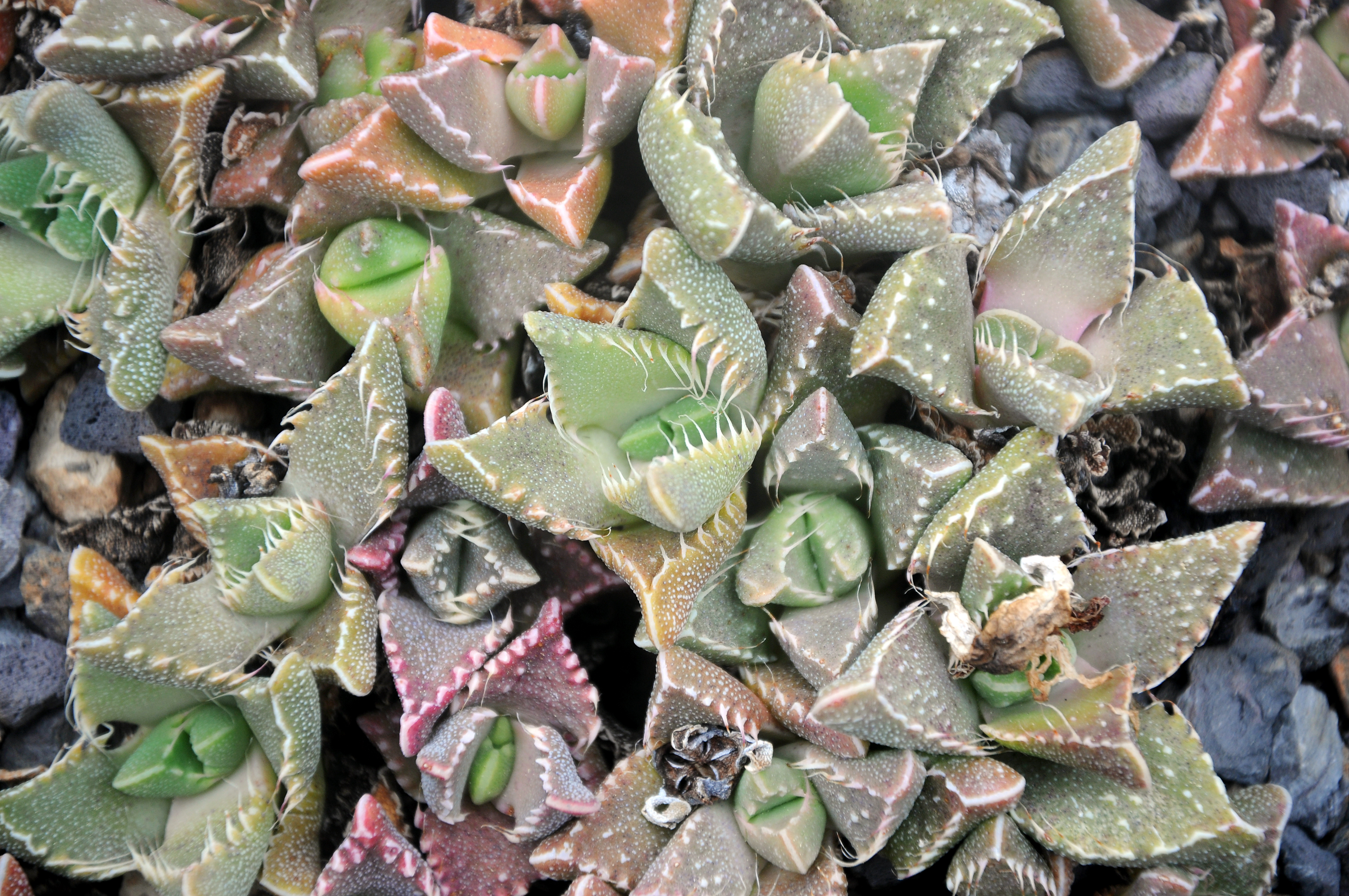
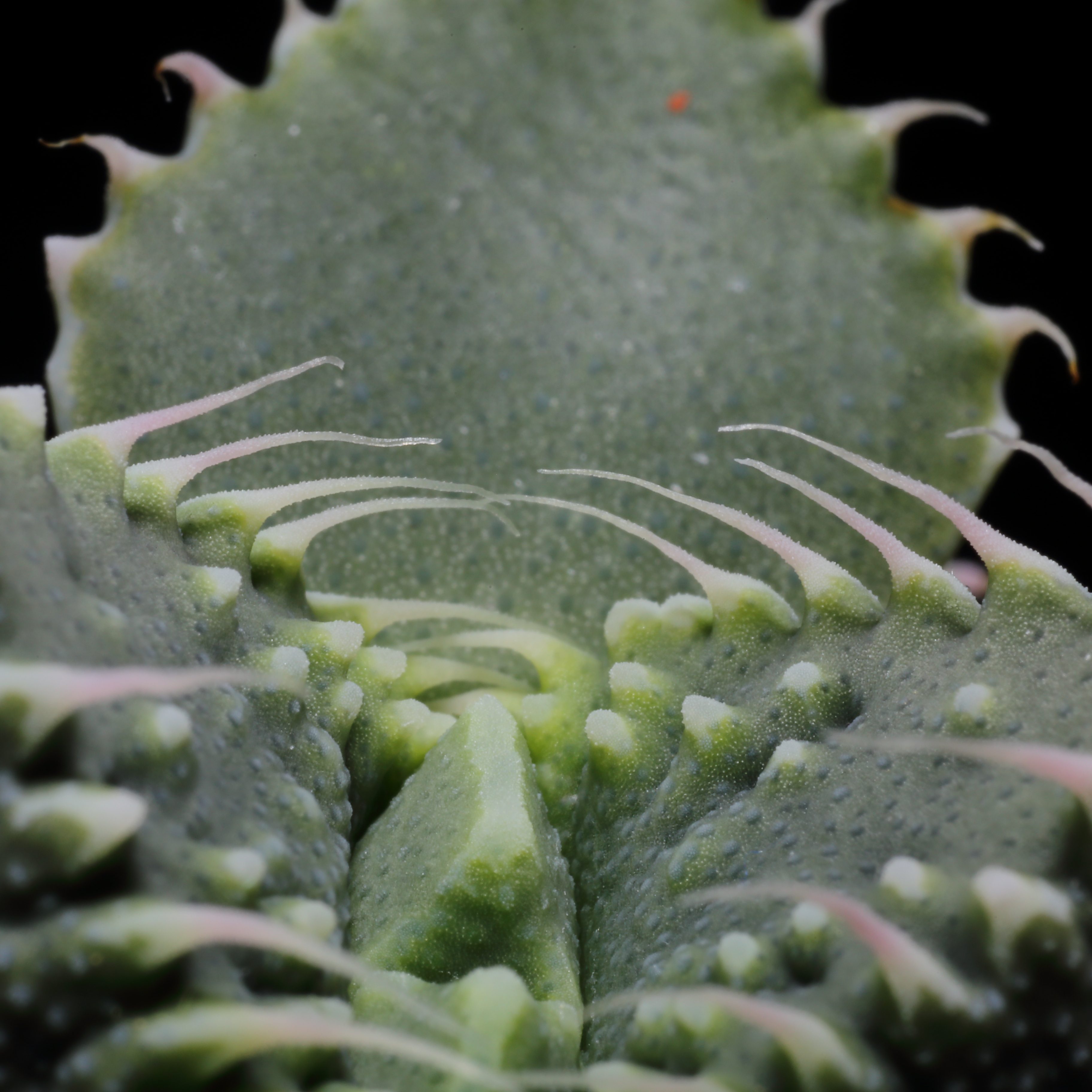
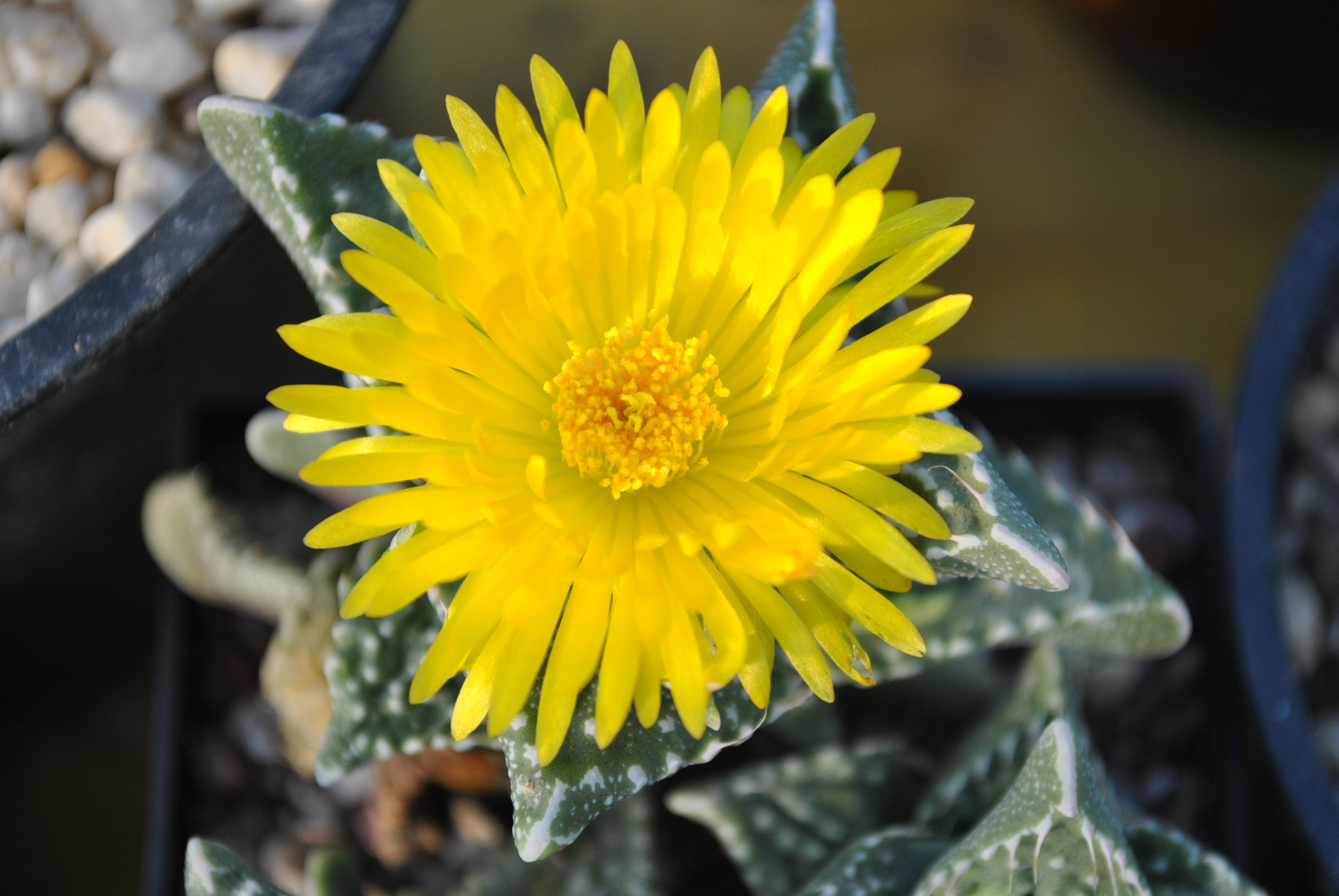
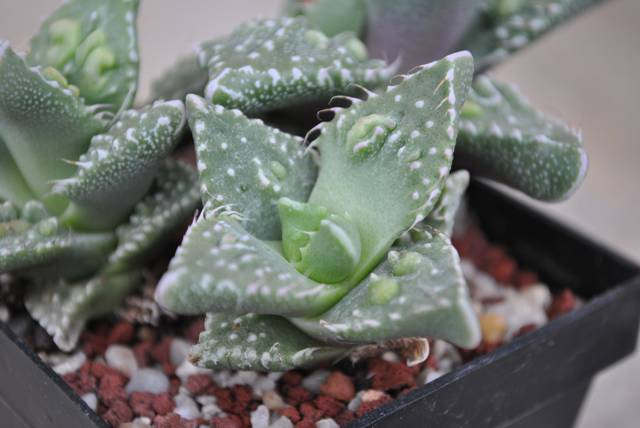
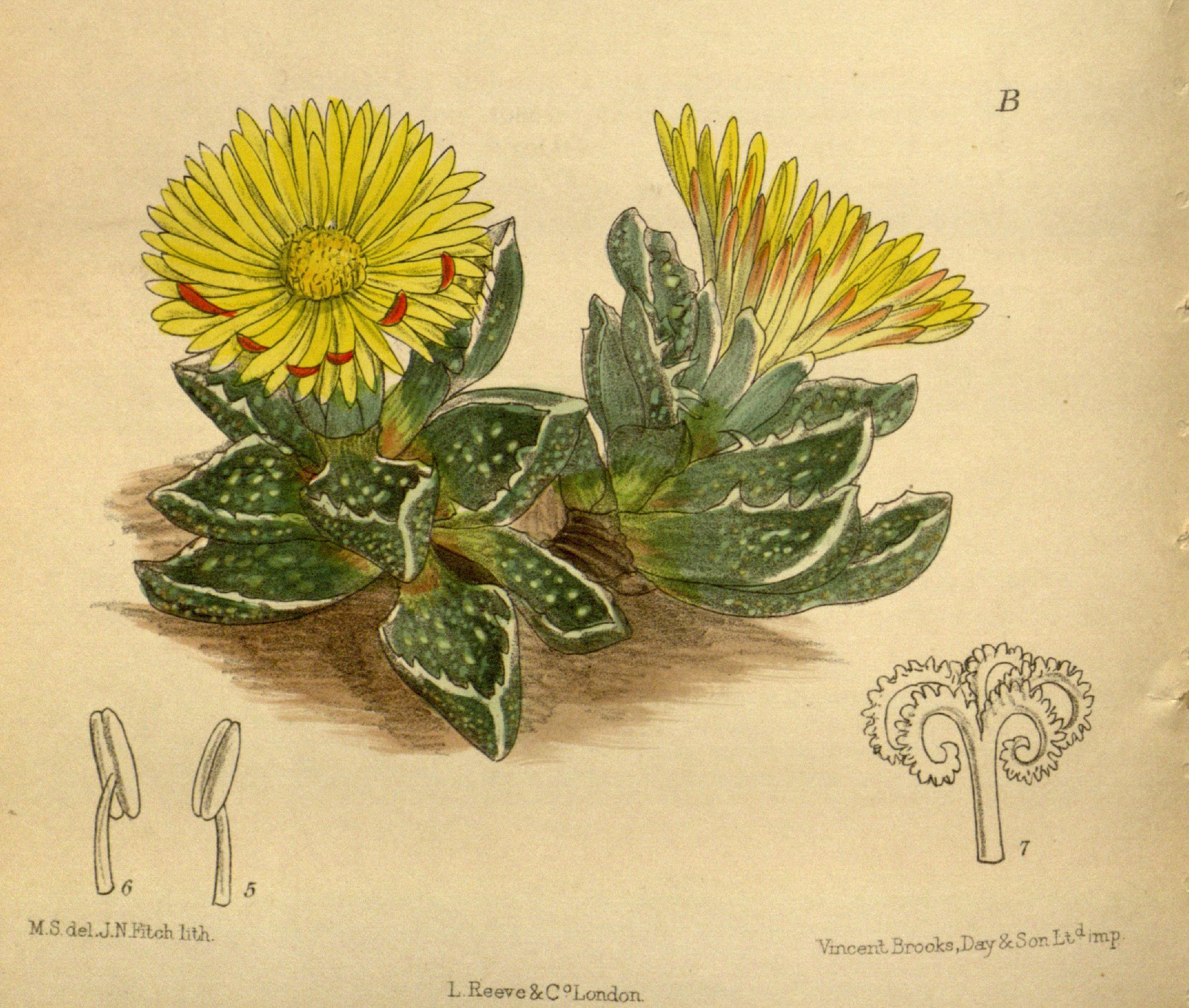